# Camponotus thadeus
Camponotus thadeus é uma espécie de inseto do gênero Camponotus, pertencente à família Formicidae.